# Diego de Figueroa y Córdoba
Diego de Figueroa y Córdoba (Sevilla, c. 1619-1673) fou un dramaturg espanyol del segle xvii, germà gran del també dramaturg José de Figueroa, amb qui va signar bona part de les seves obres.
No és ben coneguda la vida de Diego de Figueroa. Nascut a Sevilla, era fill de Gómez de Figueroa (originari de Màlaga) i Ana de Francia, que poc després del naixement de Diego decidiren mudar-se a Madrid. Segons Cotarelo, va cursar els seus estudis a la Universitat de Salamanca. El 1640 prenia l'hàbit de Calatrava i el 1644 es casa amb Luisa Osorio, amb qui no té descendència. Va tindre, però, dos fills amb Agustina de Aponte y Mendoza, que va morir cinc anys després del segon matrimoni de Don Diego.

## Obres
La següent és una llista d'obres de Diego de Figueroa segons Emilio Cotarelo. Al contrari que el seu germà José, no va cultivar especialment el teatre breu, i quasi totes les seues obres són comèdies.
- La presumida (c. 1661), entremès inèdit
- La lealtad en las injurias (1663)
- La sirena de Tinacria (1678)
- Todo es enredos amor (1671)

### Amb el seu germà
Cotarelo atribueix conjuntament a Diego de Figueroa i el seu germà, José de Figueroa, les següents obres:
- Mentir y mudarse a un tiempo: El mentiroso en la Corte (1658)
- Leoncio y Montano (1660)
- Pobreza, amor y fortuna, Madrid (1660)
- A cada paso un peligro (1660)
- La hija del mesonero (1661)
- La dama capitán (1666)
- Vencerse es mayor valor (1670)
- Rendirse a la obligación (1670)